# مردم گوارانی
مردم گوارانی گروهی از مردم بومی آمریکای جنوبی هستند که از نظر فرهنگی به هم وابسته اند. آن‌ها به زبان گوارانی سخن می‌گویند. سرزمین اصلی مردم گوارانی در پاراگوئه امروزی بین رود اروگوئه و پایین رود پاراگوئه، استان میسیونس آرژانتین و جنوب برزیل است که تا حدود ریودوژانیرو و مناطقی از اروگوئه و بولیوی هم می‌رسید ولی با سلطه اروپاییان بر منطقه و استعمار این مناطق و افزایش جمعیت مستیسوها (دو رگه اروپایی و سرخ‌پوست)، جمعیت مردم گوارانی کاهش یافت. زبان گوارانی هنوز هم به‌طور گسترده در سرزمین‌های تاریخی گوارانی صحبت می‌شود و درکنار اسپانیایی یکی از دو زبان رسمی در پاراگوئه است. زمانی این زبان از سوی طبقات بالا و متوسط نادیده گرفته می‌شد، اما اکنون اغلب با افتخار مورد توجه قرار می‌گیرد و به عنوان نمادی از تمایز ملی در پاراگوئه است. مردم پاراگوئه گوارانی را هم به صورت غیررسمی و از تعاملات اجتماعی و هم به صورت رسمی در مدارس دولتی می‌آموزند. در زبان اسپانیایی مدرن گوارانی به کل مردم پاراگوئه گفته می‌شود.

## نام
تاریخ و معنای نام گوارانی مورد مناقشه است. قبل از اینکه با اروپایی‌ها روبرو شوند، مردم گوارانی از خود به عنوان Abá، به معنای «مردان» یا «مردم» یاد می‌کردند. اصطلاح گوارانی در ابتدا توسط مبلغان اولیه مسیحی برای نام بردن از بومیانی که مذهب مسیحی را پذیرفته بودند به کار می‌رفت. امروزه استفاده از نام گوارانی گسترش یافته و شامل همه افراد بومی می‌شود. باربارا گانسون می‌نویسد که نام گوارانی توسط اسپانیایی‌ها داده شده‌است زیرا در گویش توپی-گوارانی به معنای «جنگجو» است. گوارینی در گویش قدیمی توپی در قرن ۱۲ به معنای «جنگ، جنگجو، سردار جنگ» بوده‌است.